# Sebastián Medellín
Sebastián Medellín Escobedo (San Luis Potosí, San Luis Potosí; 31 de enero de 2000) es un futbolista mexicano  que se desempeña en la posición de Defensa central en el Atlético Morelia de la Liga de Expansión MX.

## Trayectoria
Formado en la cantera de Pachuca inició jugando con la categoría sub-17. Luego subió a la categoría sub-20 y debutó con el primer equipo en copa el 2 de febrero de 2018.
El 1 de julio de 2021 se anuncia su transferencia con el Puebla FC como intercambio por Santiago Ormeño.

## Clubes
| Club                  | País   | Año             |
| --------------------- | ------ | --------------- |
| C. F. Pachuca         | México | 2018 - 2023     |
| Club Puebla           | México | 2021            |
| Mineros de Zacatecas  | México | 2022            |
| C. F. Pachuca Premier | México | 2022 - 2023     |
| Correcaminos UAT      | México | 2023 - 2024     |
| Atlético Morelia      | México | 2025 - Presente |